# Pepín González
José „Pepín“ González (* 26. Mai 1932 in Mexiko-Stadt) ist ein ehemaliger mexikanischer Fußballspieler auf der Position eines Stürmers. 

## Leben
„Pepín“ González wurde im Nachwuchsbereich seines Heimatvereins América ausgebildet und gab sein Debüt in der ersten Mannschaft in einem am 16. November 1952 ausgetragenen Superclásico Mexicano gegen den Erzrivalen Chivas Guadalajara, das mit 3:2 gewonnen wurde. Pepín galt als der beste Spieler dieser Partie und hatte somit auf Anhieb den Durchbruch geschafft. Mit Ausnahme der Saison 1958/59, als América ihn zum Zweitligisten Poza Rica FC abgegeben hatte, spielte er während seiner gesamten Karriere, die er 1964/65 ausklingen ließ, ausschließlich für die Americanistas, mit denen er insgesamt viermal den mexikanischen Pokalwettbewerb gewann.

## Erfolge
- Mexikanischer Pokalsieger: 1954, 1955, 1964, 1965